# ألسويرث ستوري
ألسويرث ستوري (بالإنجليزية: Ellsworth Storey)‏ هو مهندس معماري أمريكي، ولد في 16 نوفمبر 1879 في شيكاغو في الولايات المتحدة، وتوفي في 28 مايو 1960 في ايثاكا في الولايات المتحدة.